# 3746 Heyuan
3746 Heyuan eller 1964 TC1 är en asteroid i huvudbältet som upptäcktes den 8 oktober 1964 av Purple Mountain-observatoriet i Nanjing, Kina. Den är uppkallad efter den kinesiska staden Heyuan.
Asteroiden har en diameter på ungefär 15 kilometer.